# Munarvágr
Munarvágr es un lugar en la costa sur de Samsø, que aparece mencionado en la fuentes nórdicas saga Hervarar y saga de Ragnar Lodbrok.
En la saga Hervarar, es el lugar donde Hjalmar y su hermano de sangre Örvar-Oddr lucharon en el holmgang (duelo) contra Angantyr y sus once hermanos, hijos del berserker Arngrim. Todos los hermanos murieron y fueron enterrados allí. Más tarde, la hija de Angantyr llamada Hervör, regresaría para reclamar su herencia y recuperar la espalda maldita Tyrfing que estaba enterrada en el túmulo funerario de su padre.
En el epílogo de la saga de Ragnar Lodbrok, unos hombres encontraron en Munarvágr un ídolo de Madera de 40 varas, que supuestamente fue erigido por los hijos del legendario caudillo Ragnar.